# Hans Kaspar von Kleist
Hans Kaspar von Kleist (* 1698; † 14. Juli 1745) war ein pommerscher Edelmann und preußischer Oberstleutnant.

## Leben
Kleist war Angehöriger des hinterpommerschen Adelsgeschlechts von Kleist. Seine Eltern waren der Erbherr auf Segenthin und kurbrandenburgische Wachtmeister, Hans Caspar von Kleist (1647–1711), und dessen Gattin Catharina von Blanckenburg (1665–1736).
1714 trat Kleist in die Armee ein; er tat zunächst im Infanterieregiment „von Glasenapp“ Dienst und begann seine Laufbahn als Fähnrich im Infanterieregiment „von Grumbkow“. Am 7. Juli 1716 avancierte er zum Sekondeleutnant, am 10. Januar 1723 zum Premierleutnant und wurde am 25. Mai 1728 zum Infanterieregiment „von Thile“ versetzt. Dort stieg er am 22. September 1729 zum Stabskapitän auf und erhielt am 14. Juni 1731 die Stellung eines Kompaniechefs. Am 18. Juli 1740 kehrte er als Major in das Infanterieregiment „von Glasenapp“ zurück. Er erhielt ein Grenadierbataillon, das sich aus jeweils zwei Kompanien der Infanterieregimenter „von Glasenapp“ und „von Kalckstein“ zusammensetzte.
Am 16. Dezember 1740 war sein Bataillon eines von Sieben das nach Glogau marschierte und war am 8. März 1741 bei der Einnahme der Festung ebenso beteiligt wie es am 10. April 1741 in der Schlacht bei Mollwitz für die Preußen gewinnbringend zum Einsatz kam.
Kleist wurde am 10. Juli 1743 belehnt und am 16. Januar 1745 zum Oberstleutnant befördert. Er wurde am 4. Juni 1745 bei Hohenfriedberg durch eine Kanonenkugel schwer verletzt und starb am 14. Juli. Danach wurde er in der Kirche von Strigau beigesetzt. Kleist blieb unvermählt.